# 311957 Barryalbright
311957 Barryalbright este o planetă minoră (asteroid) din centura de asteroizi. A fost descoperită pe 17 februarie 2007 la Mount Lemmon⁠(d) de Mount Lemmon Survey⁠(d). 
Obiectul prezintă o orbită caracterizată de o semiaxă mare de 2,6688805094886 UAi, o excentricitate de 0,15748893159006, o înclinație de 10,137639360185 ° în raport cu ecliptica.